# Jacksonia carduacea
Jacksonia carduacea är en ärtväxtart som beskrevs av Meissner. Jacksonia carduacea ingår i släktet Jacksonia och familjen ärtväxter. Inga underarter finns listade i Catalogue of Life.